# Erica campanularis
Erica campanularis är en ljungväxtart som beskrevs av Richard Anthony Salisbury. Erica campanularis ingår i släktet klockljungssläktet, och familjen ljungväxter. Inga underarter finns listade i Catalogue of Life.